# Selçuk Demirel
Selçuk Demirel, né en 1954 à Artvin, est un artiste, dessinateur et illustrateur turc signant le plus souvent « Selçuk ».

## Biographie
Il vit et travaille en France. Ses premiers dessins paraissent en 1973 à Ankara alors qu’il était étudiant au lycée. Par la suite, ses dessins sont publiés dans les journaux et les revues importantes alors qu’il poursuit ses études en architecture. Installé à Paris en 1978, Selçuk Demirel a continué ses travaux... Ses œuvres sont parues dans de nombreuses publications comme Cumhuriyet, Politika, Milliyet, Mimarlık en Turquie et dans Le Monde, Le Monde diplomatique, Le Nouvel Observateur, L'Événement du jeudi, Le Point, L’Humanité Dimanche etc. en France, The Washington Post, The New York Times, The Wall Street Journal, Time, The Boston Globe, The Nation. Mais si son art s’illustre avant tout dans la presse, Selçuk Demirel signe aussi de nombreuses illustrations pour des livres et notamment des ouvrages jeunesse, crée des affiches, des cartes postales et des visuels imprimés sur différents supports. Il expose régulièrement en Europe. Il a publié plus 40 livres au cours de ses plus de quarante années d'activité.

## Œuvres

### Livres
- Simdi /Now, Galeri nev, Istanbul 2014
- Defile, préface d'Orhan Pamuk, YKY Istanbul 2013
- Metis, Metis yayinlari 2013
- Baska bir yerde, YKY Istanbul 2013
- Kalemiti, Yky, Istanbul 2012
- Cataract de John Berger, Notting Hill Éditions, Londres 2011/ Katarakt YKY Istanbul 2011
- Bir Balik Baska Bir Baliga Onu Sevdigini soyler mi? de Enis Batur, Éditions Gelengi Istanbul 2011
- L'Arbre, préface de Alain Supiot, Éditions IEA de Nantes 2010
- Gosteri de Abidin Dino, Claude Julien, Mevlana C.Rumi, Yapi kredi yayinlari, Istanbul 2010
- Yuzde Yuz, Galeri Nev Istanbul,2009
- Kaleidoskope, album de dessins, préface de Ferit Edgu, édition YKY, Istanbul 2008
- Manuel, album de dessins, préface de Cevat Çapan, Éditions YKY, Istanbul 2006
- Baska Kediler, dessins de Chat, Metis, Istanbul 2006
- Avec des Si de Dominique Noguez, Éditions Flammarion, Paris, 2005
- Dolambaç, Sel yayinlari Istanbul, 2003
- Abidin Dino, Ozel Koleksiyon (Collection privée), préface de Guzin Dino, Éditions YKY, Istanbul, 2003
- Goz Alabildigine / As Far as the Eye Can See, préface de John Berger, Éditions YKY, Istanbul, 2002, 2008
- Defter, cahier d'esquisse, texte de Enis Batur, Édition YKY, Istanbul, 2001, 2008
- Desenmi Demesem mi? de Cem Mumcu, Yildirim B. Dogan, Édition Okuyanus, Istanbul, 2001
- Kagittan Kediler , album de dessins de chats, Éditions YKY, Istanbul, 1999, 2003, 2007
- Kiyidaki Adam, Man On a Beach de John Berger, Histoire roman-esk, Édition YKY, Istanbul, 1998, 2009
- Iz (la Trace), préface de Enis Batur, 264 pages, 450 dessins,  Édition YKY, Istanbul, 1997
- Graffiches (1974-1994), préface de Ignacio Ramonet, affiches, couverture (œuvres graphiques), bi-langue (Français/Turc), Édition Ozgul, Paris/Istanbul, 1995
- Selçuk Demirel, catalogue d'exposition de 64 pages, 100 dessins, MRA Sanat Galerisi / Galeri Nev, Istanbul, 1995
- Une Grand-mère en Chocolat, livre pour enfant de G. Coulonges, Éditions La Farandole, Paris, 1991
- Regards de Chats,  éditions Pastel/école des Loisirs, Paris, 1991
- Selçuk. Éclat de Silence', préface de Claude Julien, Ignacio Ramonet, 100 pages, 200 dessins, Le Monde/Le Monde Diplomatique coll., Manière de Voir no 10, Paris, 1990
- Newar Neyork préface de John Berger.
- Catalogue d'exposition, 40 pages, 70 Dessins (23,7x22), Galeri Nev, Istanbul, 1990
- Basibos, 60 dessins noir et blanc, 1 000 exemplaires numérotés, Dost-GaleriNev, Istanbul, 1987
- Purtelas, livre carte postale, 15 dessins, 1 000 exemplaires, Édition Metis, Istanbul, 1987
- Le Grand-père est un Fameux Berger, livre pour enfant de G. Coulonges, Éditions La Farandole, Paris, 1985
- On Demande Grand-Père Gentil et connaissant des Trucs, livre pour enfant de G. Coulonges,  Éditions La Farandole, Paris, 1985
- Grand-mère aux Oiseaux, livre pour enfant de G. Coulonges, Éditions La Farandole, Paris, 1984
- Seyir Defteri, portfolio 28x34. 15 Dessins + 4 pages texte de Jale Erzen, entretien avec Selçuk Demirel, couverture en sérigraphie, tirage limité à 500 exemplaires, GaleriNev, Ankara, 1984
- Selçuk Zeichungen,  portfolio 8 dessins (24x28) + 8 pages noir et blanc, journal Kinder Museum, Wilhelm Lehmbruck Museum, Duisburg, 1984
- Kedili Geçmis Zaman, préface de Abidin Dino, Éditions Metis, Istanbul, 1983
- Biracayip, 150 dessins politique, préface de Hifzi Topuz, Belge Yayinlari, Istanbul 1980
- Yurek Bilek Beyin, carte postale, Kitap Kendi yayini, Ankara 1976
- Livres d'Enfant, Karga ile Tilki ve Circir bocegi ile Karinc texte et ill, Selçuk Demirel, d'après La Fontaine, Éditions YKY, Istanbul 2011
- Alfab Abcdaire, éditions YKY, Istanbul 2009
- Très Bon Mauvais Conseils, texte de François David, Éditions Quiquandquoi, Genève, Suisse, 2005
- ABCD aire de Selçuk, Éditions Pastel / École de Loisirs, Paris, 1995
- Drôle de Corbeau, Éditions La Farandole, Paris, 1984
- MouMouk /mon Album Photo, Éditions Gakken, Tokyo (Japon), 1983
- Der Rabe, BuntBuch Velag, Hamburg, 1982
- Moumouk /Chez les Jouets, Éditions Duculot, Paris/Gembloux, 1981
- Moumouk /Aime les Lettres, Éditions Duculot, Paris/Gembloux, 1981
- Karga Karga Gak dedi (B.D.), Cizgili yayinlar, Cumhuriyet, Istanbul 1981

### Expositions
- Simdi /Now Galeri Nev,  Istanbul 2014
- A Vol d'Oiseau / Insanoglu kus Misali
- Retrospectif 1974-2014, Institut Français/fransiz Kultur Merkezi Istanbul, 2014
- Mart Kedileri/Les Chats de mars, exposition des Gravures, Onmara atolye Galerie 2010 Istanbul
- YUZ de YUZ, Galeri Nev /Istanbul 2009
- Kaleydoscop, Galeri Nev Ankara 2008
- Selçuk Demirel, Galeri Nev, Ankara, 2002-2003
- Selçuk Demirel, Galeri Nev, Istanbul, 2002
- Selçuk, Galerie des Lumières Nanterre, Paris, 1997
- Selçuk Demirel, Milli Reasurans Sanat Galerisi, Istanbul, 1995
- Selçuk Demirel, Alanya - Kizilkule, 1995
- Selçuk Demirel, Galeri Nev, Ankara, 1995
- Selçuk, Galeri AMC, Mulhouse, 1992
- Éclats de Silence, librairie la Hune, Paris, 1991
- Éclats de Silence, Centre Culturel Français, Rome, 1991
- Newar Neyork,  Galeri Nev, Istanbul, 1990
- Newar Neyork,   Galeri Nev, Ankara, 1990
- Selçuk / Zeichnungen, Wilhelm Lehmbruck Museum, Duisburg, 1988
- Basibos, Galeri Nev, Ankara, 1987
- Seyir Defteri, Galeri Nev, Ankara, 1984
- Yurek Bilek Beyin, Oran Sanat Galerisi, Ankara, 1976
- Akla Kara 2, Sinematek, Istanbul, 1974-1975
- Akla Kara 1, Oran Sanat Galerisi, Ankara, 1974
- Illustration du Livres, Banjo of Destiny de Cary Fagan Groundwood Books, House of Anansi Press Toronto Canada 2011
- Mr. Karp's Last Glass de Cary Fagan Groundwood Books, House of Anansi Press Toronto Canada 2008
- Tante Rosa, roman de Sevgi Soyal, Édition turc,  Iletisim Yayinlari, Istanbul, 2003
- Les 500 Meilleurs Vignerons, 2002-2003 Supplément du  Nouvel Observateur, 58 pages, 20 dessins, 2002
- Cep Tel.Hakkinda Hersey, brochure sur Téléphone portable, 12 Dessins, 24 pages, Turkcell Ist, 1999
- Le livre blanc de toutes les couleurs avec ABCD aire de Selçuk, Albin Michel, Paris, 1997
- Guerre et Paix, poèmes de Jean Louis Maunoury, Éditions Motus, Querqueville, 1997
- Demandez nos Calembours, calembours de Patrice Delbourg, Éditions Le Cherche midi, Paris, 1997
- Une Économie de Rêve, textes de René Passet, Éditions Calman-Levy, Paris, 1995
- Un Oiseau est Mort, collection Souris Noire, Éditions Syros, Paris, 1994
- Les Longs Museaux, nouvelles Dick King Smith, Gallimard Jeunesse, Paris, 1993
- Le Nuage Amoureux, conte de Nazim Hikmet, Éditions Messidor La Farandole, Paris, 1986
- Verse der Liebe, poèmes d'amour de Mevlana, Galgenberg Verlag, Hamburg, 1986
- Die Verliebte Wolke, conte de Nazim Hikmet, Buntbuch Verlag, Hamburg, 1984
- Pain, Beurre et Chocolat, textes Alain Serres, (Livre d’enfant), Éditions La Farandole, Paris, 1982
- A Table ! Les Histoires Sont Servies, nouvelles de Nidra Poller, Éditions La Farandole, Paris, 1982
- Tante Rosa, roman de Sevgi Soysal, Buntbuch Verlag, Hamburg, 1981
- Arabalar Bes Kurusa, 5 écrivains 5 nouvelles, Ankara Belediyesi, Ankara, 1979
- Bu Kitabin Masali, textes de B. Ozukan, Ankara Belediyesi, Ankara, 1979